# Eugenia samanensis
Eugenia samanensis är en myrtenväxtart som beskrevs av Brother Alain. Eugenia samanensis ingår i släktet Eugenia och familjen myrtenväxter. Inga underarter finns listade i Catalogue of Life.